# آبشار کاتادین
آبشار کاتادین (به انگلیسی: Katahdin Falls) آبشاری است که در مین، ایالات متحده آمریکا واقع شده و ارتفاع کلی ریزشگاه آن ۸۰۰ فوت (۲۴۰ متر) است.